# La Marató de 3Cat
La Marató de 3Cat, también conocida como La Marató (en español, El maratón) es un telemaratón anual con fines benéficos que se celebra el domingo antes de Navidad. El evento se emite en TV3, la televisión autonómica de Cataluña (España), y está organizado conjuntamente por Televisión de Cataluña y la fundación La Marató de 3Cat. La Marató ha conseguido recaudar hasta la fecha más de 240 millones de euros en investigación médica.
Desde la primera edición de 1992, el objetivo del programa es recaudar fondos para la investigación médica. Desde 1996 la fundación de La Marató se encarga de gestionar el dinero, seleccionar los mejores proyectos científicos y financiar las campañas publicitarias de sensibilización. Además de la emisión por TV3, normalmente superior a las 12 horas ininterrumpidas, se celebran actividades en las principales ciudades catalanas y se vende un disco con colaboraciones de artistas musicales sin ánimo de lucro. 
Aunque no se emite en toda España, La Marató es el principal telemaratón del país y el que más dinero recauda. La edición de 2004 duplicó por primera vez la recaudación habitual, al superar los 8 millones de euros para la lucha contra el cáncer. La edición más exitosa fue la de 2018, dedicada a la investigación contra el cáncer, con más de 10,7 millones de euros recaudados en el día de la maratón y 15 millones en el total.
Para la edición de 2020, el patronato de la Fundación, ha enfocado su mirada hacia el COVID-19, trasladando la temática de enfermedades mentales a la edición de 2021, que supuso la 30.ª edición de la telemaratón.
Tras la edición 30, cuyo lema decía: La maratón que rompe muros (en catalán, La Marató que trenca murs), que recuerda el treintenario que se celebra en 2022, la cifra alcanzada, gracias a la confianza en La Marató en el último tiempo, es de 244.914.684 €.

## Ediciones
| Año  | Enfermedad                                                                     | Presentador/es | Horas    | Recaudación  | Donaciones |
| ---- | ------------------------------------------------------------------------------ | --- | -------- | ------------ | ---------- |
| 1992 | Leucemia                                                                       | Àngels Barceló, Mònica Huguet, Mari Pau Huguet, Antoni Bassas, Josep Maria Bachs, Sílvia Cóppulo, Josep Puigbó, Ramón Pellicer e Imma Pedemonte                                                               | 6 horas  | 1 230 128 €  | 22 914     |
| 1993 | Síndrome de Down                                                               | Antoni Bassas, Àngels Barceló, Mònica Huguet, Sebastià Roca, Fina Brunet, Gemma Nierga, Susanna Griso, Josep Puigbó, Mari Pau Huguet, Miquel Calçada, Helena Garcia Melero, Joaquim Maria Puyal y Magda Valls | 10 horas | 2 352 669 €  | 53.056     |
| 1994 | Cáncer de mama y de colon                                                      | Miquel Calçada, Fina Brunet, Josep Puigbó, Mari Pau Huguet, Carles Francino, Montserrat Besses, Josep Cuní, Àngels Barceló y Antoni Bassas                                                                    | 13 horas | 3 035 331 €  | 62 821     |
| 1995 | Enfermedades cardiovasculares                                                  | Josep Puigbó, Imma Pedemonte, Jordi Llompart, Esther Romero, Jaume Figueras, Fina Brunet, Carles Francino, Mari Pau Huguet, Antoni Bassas y Àngels Barceló                                                    | 13 horas | 2 040 443 €  | 43 500     |
| 1996 | Alzheimer, Parkinson, Esclerosis múltiple y ELA                                | Imma Pedemonte, Esther Romero, Fina Brunet, Josep Puigbó, Jordi González, Mari Pau Huguet, Jordi Llompart, Mònica Huguet, Enric Calpena, Antoni Bassas, Àngels Barceló y Elisenda Roca                        | 13 horas | 4 107 795 €  | 90 765     |
| 1997 | Enfermedades hereditarias: fibrosis quística y distrofia muscular              | Josep Puigbó, Esther Romero, Helena Garcia Melero, Antoni Bassas, Imma Pedemonte, Fina Brunet, Ramón Pellicer y Mari Pau Huguet                                                                               | 13 horas | 4 172 090 €  | 86 407     |
| 1998 | Diabetes                                                                       | Xavi Coral, Esther Romero, Antoni Bassas, Fina Brunet, Ramón Pellicer, Mari Pau Huguet, Jordi González y Josep Puigbó                                                                                         | 14 horas | 3 945 421 €  | 123.221    |
| 1999 | Trasplante de órganos                                                          | Raquel Sans, Pere Escobar, Xavi Coral, Josep Puigbó, Ariadna Ferrer, Antoni Bassas, Mari Pau Huguet, Ramón Pellicer y Fina Brunet                                                                             | 14 horas | 4 685 110 €  | 87 856     |
| 2000 | Esquizofrenia y otras enfermedades mentales                                    | Ariadna Ferrer, Xavi Coral, Antoni Bassas, Fina Brunet, Mari Pau Huguet, Josep Puigbó, Helena Garcia Melero, Albert Om, Julia Otero y Ramón Pellicer                                                          | 14 horas | 4 511 808 €  | 78 808     |
| 2001 | Sida                                                                           | Raquel Sans, Martí Gironell, Xavi Coral, Mari Pau Huguet, Fina Brunet, Antoni Bassas, Xavier Graset, Helena Garcia Melero, Julia Otero y Ramón Pellicer                                                       | 16 horas | 4 653 496 €  | 124 329    |
| 2002 | Enfermedades inflamatorias crónicas                                            | Núria Solé, Martí Gironell, Núria Bacardit, Mònica Terribas, Ramón Pellicer, Tània Sarrias, Xavier Graset, Ruth Jiménez, Carme Ros, Raquel Sans, Antoni Bassas y Pere Escobar                                 | 14 horas | 4 518 315 €  | 66 646     |
| 2003 | Enfermedades respiratorias crónicas                                            | Mònica Terribas, Xavi Abad, Fina Brunet, Antoni Bassas, Tània Sarrias, Xavi Coral, Raquel Sans, Ramón Pellicer, Mari Pau Huguet y Xavier Graset                                                               | 14 horas | 4 279 265 €  | 73 541     |
| 2004 | Cáncer                                                                         | Ramón Pellicer | 14 horas | 8 712 000 €  | 435 975    |
| 2005 | Alzheimer, Parkinson, Esclerosis múltiple, ictus y otras enfermedades mentales | Helena García Melero | 13 horas | 7 145 000 €  | 168 888    |
| 2006 | Dolor crónico                                                                  | Antoni Bassas | 15 horas | 6 993 481 €  | 175 992    |
| 2007 | Enfermedades cardiovasculares                                                  | Miquel Calçada | 13 horas | 7 897 678 €  | 180 000    |
| 2008 | Enfermedades mentales                                                          | Raquel Sans y Lídia Heredia | 15 horas | 6 972 342 €  | 81 484     |
| 2009 | Enfermedades minoritarias                                                      | Josep Cuní | 15 horas | 7 120 569 €  | 61 838     |
| 2010 | Lesiones medulares y cerebrales adquiridas                                     | Albert Om | 15 horas | 8 735 103 €  | 71.325     |
| 2011 | Trasplante de órganos y regeneración de tejidos                                | Xavi Coral y Espartac Peran | 15 horas | 8 931 418 €  |            |
| 2012 | Cáncer                                                                         | Ariadna Oltra y Òscar Dalmau | 15 horas | 12 387 634 € | 80 861     |
| 2013 | Enfermedades neurodegenerativas                                                | Núria Solé y Roger de Gràcia | 15 horas | 11 848 986 € |            |
| 2014 | Enfermedades cardiovasculares                                                  | Mònica Terribas y Quim Masferrer | 15 horas | 11 403 593 € |            |
| 2015 | Diabetes y obesidad                                                            | Toni Cruanyes y Ana Boadas | 15 horas | 9 469 226 €  |            |
| 2016 | Ictus, lesiones medulares y cerebrales traumáticas                             | Ramón Pellicer y Helena García Melero | 15 horas | 11 384 148 € |            |
| 2017 | Enfermedades infecciosas                                                       | Ricard Ustrell y Helena García Melero | 15 horas | 9 758 075 €  |            |
| 2018 | Cáncer                                                                         | Gemma Nierga, Ramón Gener y Roger Escapa | 15 horas | 15 068 252 € |            |
| 2019 | Enfermedades minoritarias                                                      | Quim Masferrer, Josep Cuní, Mònica Terribas, Jordi Basté y Roger Escapa | 17 horas | 14 053 915€  |            |
| 2020 | COVID-19                                                                       | Laura Rosel, Raquel Sans, Mònica Terribas, Jordi Basté y Roger Escapa | 20 horas | 13 864 073 € |            |
| 2021 | Enfermedades mentales                                                          | Eloi Vila | 15 horas | 12 147 989 € |            |
| 2022 | Enfermedades cardiovasculares                                                  | Helena Garcia Melero, Ariadna Oltra, Agnès Marqués, Eloi Vila, Quim Masferrer y Roger Escapa | 17 horas | 8 034 807 €  |            |
| 2023 | Salud sexual y reproductiva                                                    | Xavi Coral, Roger Escapa, Elisenda Carod, Núria Solé y Helena Garcia Melero | 17 horas | 5 705 395 €  |            |
| 2024 | Enfermedades respiratorias                                                     | |          |              |            |

## Spots más memorables
El spot de 2006 que protagonizaban dos chimpancés, recibió cinco galardones. El del año 2009, contra las enfermedades minoritarias, fue premiado al Publifestival con el segundo premio de la categoría de mejor compañía anunciante. La Marató también recibió los premios del Festival de San Sebastián y del Festival Iberoamericana de la Publicidad por el spot del año 2008.

## Audiencia
|              | Audiencia | Audiencia |
| Espectadores | Cuota     |           |
| ------------ | --------- | --------- |
| 1992         |           | 17,8%     |
| 1993         |           | 21,7%     |
| 1994         |           | 17,0%     |
| 1995         |           | 15,7%     |
| 1996         |           | 15,0%     |
| 1997         |           | 22,6%     |
| 1998         |           | 21,7%     |
| 1999         |           | 19,2%     |
| 2000         |           | 21,2%     |
| 2001         |           | 20,9%     |
| 2002         |           | 16,4%     |
| 2003         |           | 14,4%     |
| 2004         |           | 21,2%     |
| 2005         |           | 17,4%     |
| 2006         | 496 000   | 24,8%     |
| 2007         | 393 000   | 18,3%     |
| 2008         | 354 000   | 17,2%     |
| 2009         | 383 000   | 17,6%     |
| 2010         | 438 000   | 21,2%     |
| 2011         | 400 000   | 17,2%     |
| 2012         | 396 000   | 18,9%     |
| 2013         | 459 000   | 21,1%     |
| 2014         | 409 000   | 19,5%     |
| 2015         | 311 000   | 15,1%     |
| 2016         | 290 000   | 14%       |
| 2017         | 302 000   | 14,9%     |
| 2018         | 336 000   | 18,7%     |
| 2019         | 369 000   | 23,1%     |
| 2020         | 350 000   | 20,3%     |
| 2021         | 293 000   | 20,2%     |
| 2022         | 215 000   | 13,5%     |
| 2023         | 215 000   | 16,6%     |
| 2024         | 195 000   | 15,9%     |

## Fundación
La Fundació La Marató de 3Cat fue creada en 1996 por la Corporación Catalana de Medios Audiovisuales (CCMA) con la intención de fomentar y promover la investigación científica de excelencia y, a su vez, sensibilizar a la población sobre la importancia de la investigación médica. El objetivo se consigue fundamentalmente mediante la recaudación de donaciones a través del programa televisivo la Marató, que ya ha celebrado la décima edición. En todo este tiempo, se han repartido más de 25,5 millones de euros entre un total de 301 proyectos de investigación, que se desarrollan en 81 centros hospitalarios y/o universitarios. Más de 1000 investigadores se han beneficiado directamente el apoyo económico para continuar llevando a cabo sus estudios.